# Radrennbahn Fredersdorf
Koordinaten: 52° 31′ 36″ N, 13° 44′ 43″ O

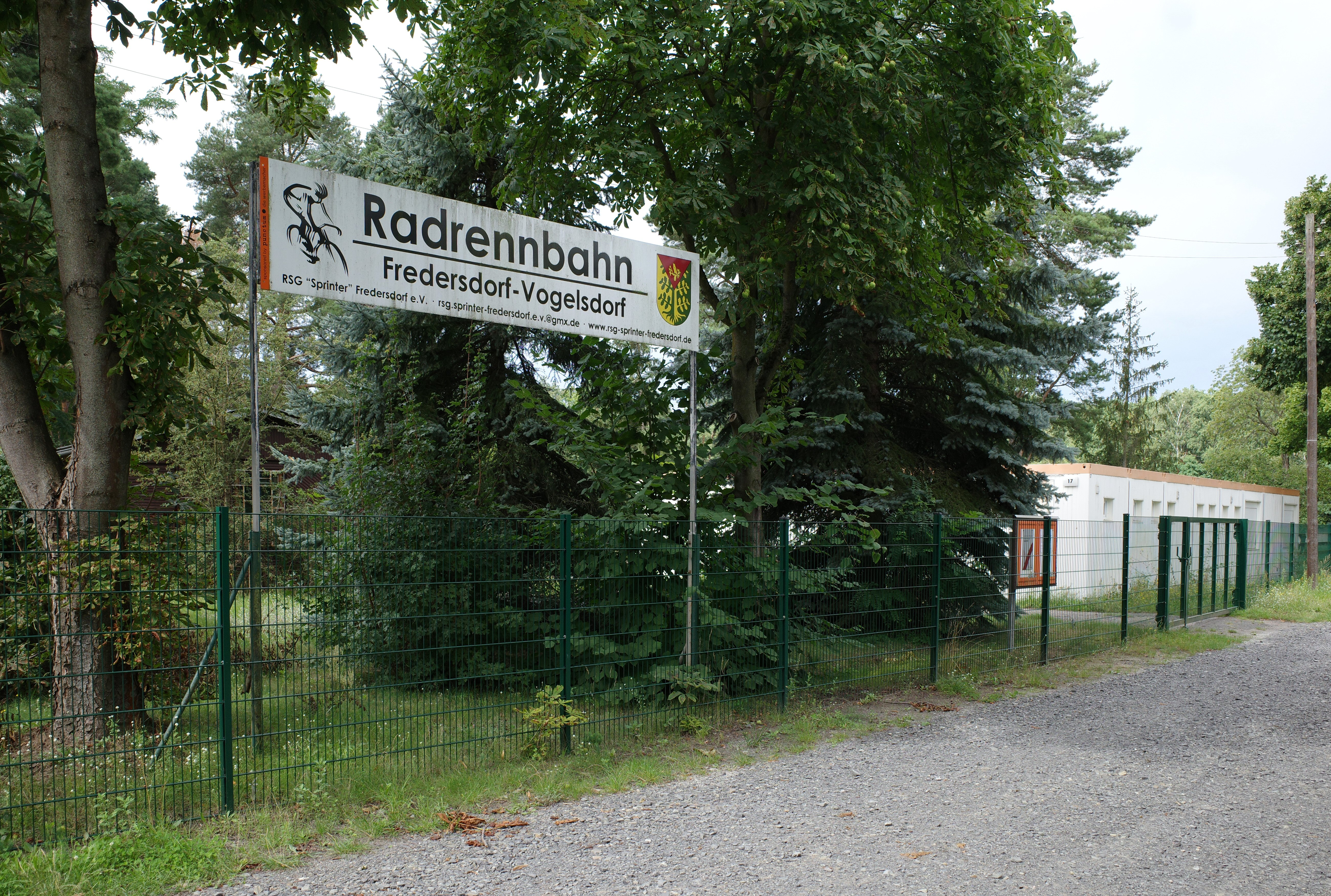
Radrennbahn Fredersdorf

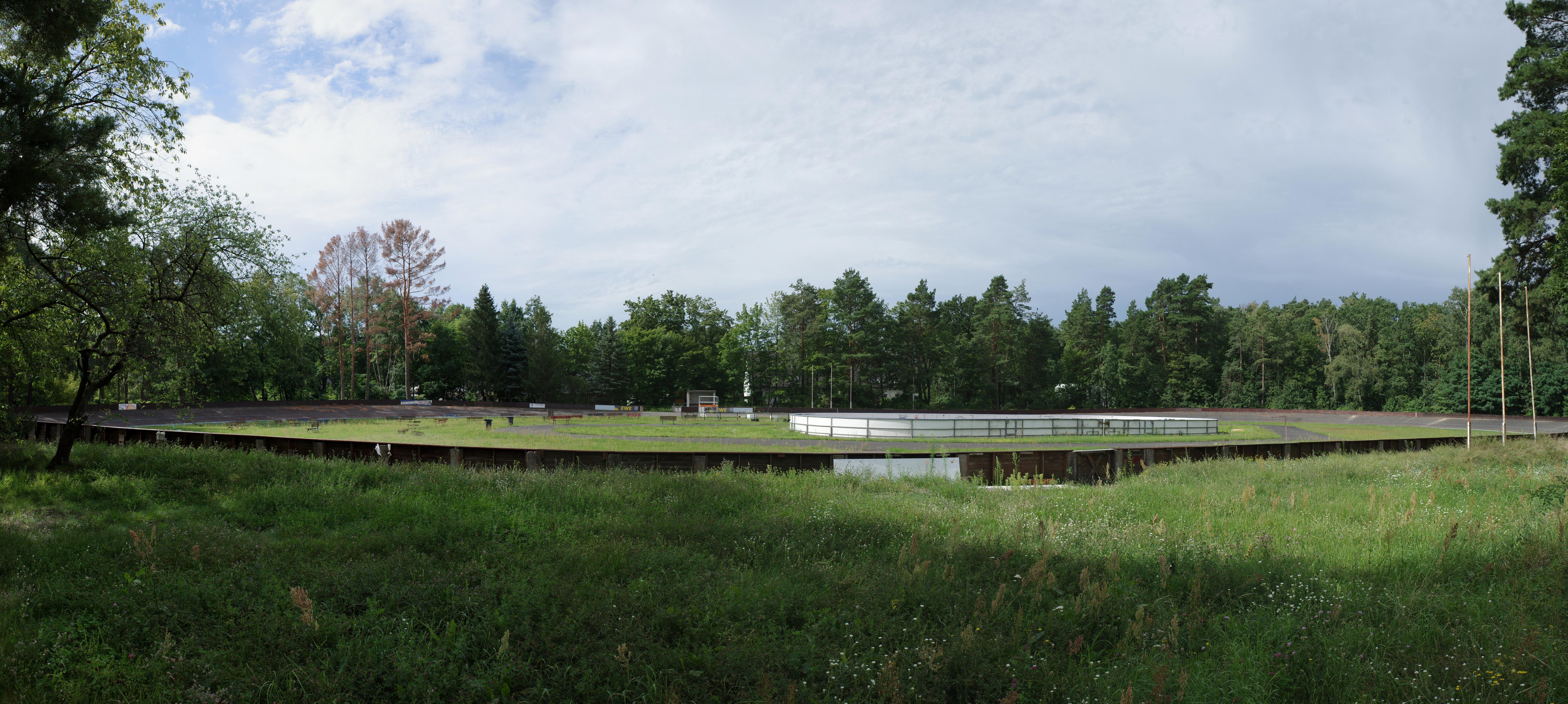

Die Radrennbahn Fredersdorf befindet sich in Fredersdorf-Vogelsdorf im Landkreis Märkisch-Oderland in Brandenburg.

## Geschichte
Gedanken und Planungen zur Errichtung einer Radrennbahn entstanden bereits 1953. Sie wurde dann 1956 erbaut. Die Länge beträgt 333 m, die Kurvenüberhöhung 21°. Der Belag besteht aus Bitumen. Zur Eröffnung nahmen 3000 Zuschauer teil.
1957 wurde auf dieser Bahn die DDR-Meisterschaft im Zweier-Mannschaftsfahren der Männer mit den Siegern Hans „Hanne“ Wagner/Heinz Wahl (SC Einheit Berlin) ausgetragen. Ab 1967 fanden auch Gocart-Rennen auf dieser Bahn statt. 1980 erfolgte eine grundlegende Rekonstruktion mit Erneuerung der Fahrbahn. 1982 fanden wieder Rennen statt. 1993 wurde mit Landesmitteln die Bahn rekonstruiert. Die Asphaltdecke wurde 2009 erneuert.
Der RSG Sprinter Fredersdorf e.V. veranstaltet dort regelmäßig Bahnradrennen, u. a. regelmäßig den Albert-Richter-Sprintercup des Bundes Deutscher Radfahrer.